# Williams Pérez
Williams David Pérez Montes (21 de mayo de 1991) es un lanzador venezolano de béisbol profesional que es agente libre en las Grandes Ligas. Anteriormente jugó con los Atlanta Braves en 2015 y 2016.

## Carrera

### Atlanta Braves
Pérez fue firmado por los Bravos de Atlanta como agente libre amateur en 2009. El 19 de noviembre de 2014, los Bravos lo añadieron a la plantilla de 40 jugadores.
Fue llamado a Grandes Ligas el 6 de mayo de 2015. Debutó el 8 de mayo, permitiendo dos bases por bolas, dos hits y cuatro carreras en 1⁄3 de entrada ante los Nacionales de Washington. El 20 de mayo realizó su primera apertura, en la cual se fue sin decisión ante los Rays de Tampa Bay. Tuvo un total de 14 aperturas en su temporada de novato, registrando una efectividad de 2.27 en las primeras ocho. En julio fue colocado en la lista de lesionados por una contusión en el pie izquierdo, y a su regreso tuvo sus otras seis aperturas, en las cuales dejó efectividad de 9.87, por lo que fue asignado a los Bravos de Gwinnett de Clase AAA el 29 de agosto.
Pérez inició la temporada 2016 en la rotación abridora de los Bravos, pero después de tres apariciones fue asignado a Gwinnett el 20 de abril. Fue llamado el 11 de mayo, y obtuvo la victoria en el juego de ese día ante los Filis de Filadelfia. El 6 de junio lanzó cinco entradas ante los Padres de San Diego, pero abandonó el encuentro debido a una lesión. Dos días más tarde fue colocado en la lista de lesionados, y regresó al; equipo el 6 de septiembre. El 8 de diciembre fue liberado de su contrato y se convirtió en agente libre.

### Chicago Cubs
El 4 de febrero de 2017, Pérez firmó un contrato de ligas menores con los Cachorros de Chicago. El 25 de enero de 2018, volvió a firmar un contrato de ligas menores con los Cachorros, pero el 18 de febrero fue dejado en libertad.

### Seattle Mariners
El 5 de junio de 2018, Pérez firmó un contrato de ligas menores con los Marineros de Seattle. Eligió la agencia libre el 2 de noviembre de 2018.

### St. Louis Cardinals
El 12 de noviembre de 2018, Pérez firmó un contrato de ligas menores con los Cardenales de San Luis, y se convirtió en agente libre al finalizar la temporada de 2019.

## Estilo de lanzar
Pérez posee tres lanzamientos principales: un sinker, una curva y un cambio de velocidad, los cuales tienden a bajar al llegar al plato. Durante su carrera en las ligas menores, Pérez fue conocido como un lanzador de rodados. A pesar de ello, en su primera temporada en las mayores permitió más elevados con sus últimos dos lanzamientos que cualquier otro lanzador, aunque registró una tasa de rodados de 50,9% en 2015, mayor que el promedio de la liga de 45,3%.